# Родевичі (Вілейський район)
 Родевичі (біл. вёска Родзевічы) — село в складі Вілейського району Мінської області, Білорусь. Село підпорядковане Нарочанській сільській раді, розташоване в північній частині області.